# Медерешень
Медерешень, Медерешені (рум. Mădărășeni) — село у повіті Муреш в Румунії. Входить до складу комуни Іклензел.
Село розташоване на відстані 270 км на північний захід від Бухареста, 23 км на захід від Тиргу-Муреша, 58 км на південний схід від Клуж-Напоки, 140 км на північний захід від Брашова.

## Населення
За даними перепису населення 2002 року у селі проживала 161 особа.
Національний склад населення села:
| Національність | Кількість осіб | Відсоток |
| -------------- | -------------- | -------- |
| румуни         | 145            | 90,1%    |
| цигани         | 16             | 9,9%     |

Рідною мовою назвали:
| Мова      | Кількість осіб | Відсоток |
| --------- | -------------- | -------- |
| румунська | 145            | 90,1%    |
| циганська | 16             | 9,9%     |